# Бесчастных, Владимир Евгеньевич
Влади́мир Евге́ньевич Бесча́стных (род. 1 апреля 1974, Москва) — советский и российский футболист, нападающий, после завершения карьеры — тренер. Брат-близнец Михаила Бесчастных.

## Клубная карьера
Воспитанник футбольной школы московского «Динамо», где его первыми тренерами были Владимир Козлов, Виталий Трунин и Александр Минаев. В скором времени оказался в дубле московского «Спартака». Отыграв один год, был привлечён к матчам основной команды, за которую дебютировал 29 марта 1992 года в возрасте 17 лет и 362 дней — отметился дублем в ворота «Крыльев Советов». Стал одним из 16 футболистов, которым удалось забить гол в возрасте 17 лет в высшей лиге чемпионата России.
В первом же сезоне во взрослом футболе забил девять голов во всех турнирах. 10 мая 1992 года оформил дубль в ворота ЦСКА в финальном матче последнего в истории Кубка СССР, принеся «Спартаку» победу со счётом 2:0. В следующем сезоне стал основным нападающим команды и одним из её лидеров, только в чемпионате России отличившись 18 раз (этот результат позволил ему войти в тройку лучших бомбардиров чемпионата). Выделялся физической мощью, техникой, хорошо поставленным ударом с обеих ног и игрой головой. Первую половину 1994 года провёл в «Спартаке», забив 12 голов. За этот период он стал трёхкратным чемпионом России.
Летом 1994 года перешёл в «Вердер», который на тот момент был одним из ведущих клубов Германии. Первый сезон в составе бременцев оказался одним из наиболее успешных в карьере Бесчастных: он имел постоянное место в составе, отличился 14 голами во всех турнирах, а его клуб лишь на очко отстал от ставшей чемпионом дортмундской «Боруссии». Однако после того как инициатор приглашения главный тренер команды Отто Рехагель покинул свой пост, Бесчастных потерял место в стартовом составе и довольствовался лишь выходами на замену.

«Бесчастных опускает голову и, ни на кого не глядя, рвётся к воротам»— Отто Рехагель
Желая получать больше игровой практики, в конце лета 1996 года перешёл в испанский «Расинг». На протяжении пяти лет его выступлений команда регулярно боролась за сохранение места в Примере. В первые два сезона Бесчастных забивал по 10 голов в чемпионате, однако затем был переведён на фланг полузащиты. По итогам сезона 2000/2001 «Расинг» всё же покинул Примеру, после чего Бесчастных выразил желание покинуть команду, не желая выступать во Втором дивизионе.
Летом 2001 года вернулся в «Спартак», и забив до конца сезона девять голов, помог выиграть команде очередной чемпионский титул. В следующем сезоне стал лучшим бомбардиром команды. После этого новый президент «Спартака» Андрей Червиченко взял курс на омоложение команды, и Бесчастных под давлением руководства был вынужден покинуть клуб.
Вторую половину сезона провёл в турецком «Фенербахче», однако за это время сумел забить лишь один гол. Следующие несколько лет провёл в российских клубах «Кубань», «Динамо» Москва, «Орёл», «Химки» и «Волга» Тверь. Последним клубом в его карьере стала казахстанская «Астана». После окончания контракт в декабре 2008 года принял решение завершить карьеру футболиста, однако уже 13 декабря объявил, что намерен продолжить карьеру в «Нижнем Новгороде», который тренировал его бывший партнёр Илья Цымбаларь, однако в итоге трансфер не состоялся.
Позже Бесчастных вместе с другим бывшим спартаковцем Дмитрием Хлестовым играл за команды Высшей лиги ЛФЛ в Северо-восточном округе Москвы «Интер». Кроме того, в 2012 году он был заявлен за любительский тульский «Арсенал», однако в итоге не принял участия ни в одном из матчей.

## Карьера в сборной
Дебют Бесчастных за национальную сборную России состоялся 16 августа 1992 в матче против сборной Мексики (это был первый матч в истории российской команды). Защищал цвета сборной на чемпионате мира 1994, Евро-1996 (отметился голом в ворота сборной Чехии) и чемпионате мира 2002. Всего за сборную нападающий провёл 71 матч и забил 26 голов, долгое время он являлся лучшим бомбардиром команды, однако в 2014 году его обошёл Александр Кержаков.
Наиболее успешным для Бесчастных был отборочный цикл к чемпионату мира 2002. Он был игроком основы и отметился важнейшими голами в ворота сборных Швейцарии и Югославии (оба матча завершились со счётом 1:0), а в решающем матче отметился хет-триком в ворота тех же швейцарцев. В финальной части турнира также был основным нападающим команды. В матче второго круга со сборной Японии при счёте 0:0 не сумел забить в пустые ворота, в результате россияне уступили со счётом 0:1. В решающем матче с командой Бельгии Бесчастных сумел сравнять счёт, однако сборная России вновь проиграла со счётом 2:3 и покинула турнир.
После чемпионата мира принял участие лишь в одном матче сборной, отметившись голом в ворота сборной Ирландии 7 сентября 2002 года. После этого перестал вызываться в состав сборной.

## Тренерская карьера
В 2009 году окончил Высшую школу тренеров с категорией «Б». В мае 2011 года перешёл на работу в футбольную академию имени Фёдора Черенкова, готовящей игроков для команды московского «Спартака». За время его работы с командой академии 1997 года рождения были выиграны Кубок «Спартака», первенство России и первенство Москвы.
20 мая 2014 года возглавил молодёжную команду «Спартака». 5 декабря 2015 года был отправлен в отставку.
С 29 июня 2016 — старший тренер клуба «Тосно», с которым вышел в премьер-лигу. В ноябре 2017, после поражений клуба от «Краснодара» 1:3 и «Зенита» 0:5 был отстранён от работы.
С 2018 года работал в СДЮСШОР-63 «Смена» тренером с командой игроков 2001 года. В октябре 2019 был назначен на должность главного тренера ФК «Факел» Воронеж. 5 сентября 2020 Бесчастных и руководство клуба приняли решение расстаться.
19 января 2021 года стал тренером нападающих в «Родине». В октябре 2024 года был де-юре назначен главным тренером «Родины», при этом де-факто обязанности главного тренера исполнял Филипп Соколинский, который из-за отсутствия соответствующей лицензии официально главным тренером считаться не мог.

## Достижения

### Командные
«Спартак»
- Чемпион России: (4) 1992, 1993, 1994, 2001[22]
- Обладатель Кубка СССР: 1991/92
- Обладатель Кубка России: (2) 1993/94, 2002/03
- Обладатель Кубка чемпионов Содружества: (2) 1993, 1994
- Бронзовый призёр Чемпионата России: 2002

«Вердер»
- Обладатель Суперкубка Германии: 1994

«Химки»
- Победитель Первого дивизиона России: 2006

### Личные
- Член Клуба Григория Федотова (147 голов)
- Член Клуба «100» российских бомбардиров (152 гола)
- Игрок года футбольного клуба «Спартак» Москва: 2002
- Самый юный автор дубля в финале Кубка России.

## Личная жизнь
Дважды был женат. Вторая жена, Светлана, познакомилась с ним, работая стюардессой, позже окончила МГУ. Работает в компании Max Mara.

## Статистика выступлений

### Клубная
| Клуб             | Сезон            | Чемпионат | Чемпионат | Кубок | Кубок | Еврокубки | Еврокубки | Всего | Всего |
| Клуб             | Сезон            | Игры      | Голы      | Игры  | Голы  | Игры      | Голы      | Игры  | Голы  |
| ---------------- | ---------------- | --------- | --------- | ----- | ----- | --------- | --------- | ----- | ----- |
| Спартак          | 1992 (1991-92)   | 20        | 7         | 2     | 2     | -         | -         | 22    | 9     |
| Спартак          | 1993 (1992-93)   | 29        | 18        | 3     | 1     | 6         | 0         | 38    | 19    |
| Спартак          | 1994 (1993-94)   | 13        | 10        | 4     | 1     | 10        | 1         | 27    | 12    |
| Вердер           | 1994-95          | 29        | 10        | 21    | 2     | 2         | 2         | 33    | 14    |
| Вердер           | 1995-96          | 24        | 1         | 3     | 4     | 3         | 0         | 30    | 5     |
| Вердер           | 1996-97          | 3         | 0         | 1     | 0     | 2         | 0         | 6     | 0     |
| Расинг           | 1996-97          | 35        | 10        | 5     | 0     | -         | -         | 40    | 10    |
| Расинг           | 1997-98          | 34        | 10        | 2     | 2     | -         | -         | 36    | 12    |
| Расинг           | 1998-99          | 34        | 6         | 7     | 0     | -         | -         | 41    | 6     |
| Расинг           | 1999-00          | 24        | 1         | 3     | 2     | -         | -         | 27    | 3     |
| Расинг           | 2000-01          | 13        | 1         | 3     | 0     | -         | -         | 16    | 1     |
| Спартак          | 2001 (2001-02)   | 12        | 9         | -     | -     | 6         | 4         | 18    | 13    |
| Спартак          | 2002 (2002-03)   | 30        | 12        | 2     | 2     | 6         | 0         | 38    | 14    |
| Фенербахче       | 2002-03          | 12        | 1         | -     | -     | -         | -         | 12    | 1     |
| Кубань           | 2003 (2003-04)   | 16        | 8         | 5     | 1     | -         | -         | 21    | 9     |
| Кубань           | 2004 (2004-05)   | 5         | 0         | -     | -     | -         | -         | 5     | 1     |
| Динамо (Москва)  | 2004 (2004-05)   | 11        | 2         | 4     | 2     | -         | -         | 15    | 4     |
| Динамо (Москва)  | 2005 (2005-06)   | 10        | 2         | -     | -     | -         | -         | 10    | 2     |
| Орёл             | 2005 (2005-06)   | 22        | 3         | -     | -     | -         | -         | 22    | 3     |
| Химки            | 2006 (2006-07)   | 42        | 9         | -     | -     | -         | -         | 42    | 9     |
| Химки            | 2007 (2007-08)   | 2         | 0         | -     | -     | -         | -         | 2     | 0     |
| Волга            | 2007 (2007-08)   | 8         | 0         | -     | -     | -         | -         | 8     | 0     |
| Астана           | 2008 (2008-09)   | 25        | 4         | 0     | -     | -         | -         | 25    | 4     |
| Всего за карьеру | Всего за карьеру | 453       | 124       | 46    | 19    | 35        | 7         | 534   | 150   |

### Список голов за сборную России
| Голы Бесчастных за сборную России | Голы Бесчастных за сборную России | Голы Бесчастных за сборную России | Голы Бесчастных за сборную России | Голы Бесчастных за сборную России | Голы Бесчастных за сборную России | Голы Бесчастных за сборную России |
| №                                 | Дата                              | Место                             | Оппонент                          | Счёт                              | Результат                         | Соревнование                      |
| --------------------------------- | --------------------------------- | --------------------------------- | --------------------------------- | --------------------------------- | --------------------------------- | --------------------------------- |
| 1                                 | 17 августа 1994                   | Клагенфурт, Австрия               | Австрия                           | 1:0                               | 3:0                               | Товарищеский матч                 |
| 2                                 | 26 апреля 1995                    | Салоники, Греция                  | Греция                            | 3:0                               | 3:0                               | Отборочные матчи ЧЕ-1996          |
| 3                                 | 31 мая 1995                       | Белград, Югославия                | Югославия                         | 2:1                               | 2:1                               | Товарищеский матч                 |
| 4                                 | 7 июня 1995                       | Серравалле, Сан-Марино            | Сан-Марино                        | 5:0                               | 7:0                               | Отборочные матчи ЧЕ-1996          |
| 5                                 | 2 июня 1996                       | Москва, Россия                    | Польша                            | 2:0                               | 2:0                               | Товарищеский матч                 |
| 6                                 | 19 июня 1996                      | Ливерпуль, Великобритания         | Чехия                             | 3:2                               | 3:3                               | ЧЕ-1996                           |
| 7                                 | 1 сентября 1996                   | Москва, Россия                    | Кипр                              | 4:0                               | 4:0                               | Отборочные матчи ЧМ-1998          |
| 8                                 | 10 ноября 1996                    | Люксембург                        | Люксембург                        | 3:0                               | 4:0                               | Отборочные матчи ЧМ-1998          |
| 9                                 | 22 апреля 1998                    | Москва, Россия                    | Турция                            | 1:0                               | 1:0                               | Товарищеский матч                 |
| 10                                | 27 марта 1999                     | Ереван, Армения                   | Армения                           | 3:0                               | 3:0                               | Отборочные матчи ЧЕ-2000          |
| 11                                | 31 марта 1999                     | Москва, Россия                    | Андорра                           | 2:0                               | 6:1                               | Отборочные матчи ЧЕ-2000          |
| 12                                | 31 марта 1999                     | Москва, Россия                    | Андорра                           | 5:0                               | 6:1                               | Отборочные матчи ЧЕ-2000          |
| 13                                | 18 августа 1999                   | Минск, Беларусь                   | Беларусь                          | 1:0                               | 2:0                               | Товарищеский матч                 |
| 14                                | 4 сентября 1999                   | Москва, Россия                    | Армения                           | 1:0                               | 2:0                               | Отборочные матчи ЧЕ-2000          |
| 15                                | 23 февраля 2000                   | Хайфа, Израиль                    | Израиль                           | 1:3                               | 1:4                               | Товарищеский матч                 |
| 16                                | 31 мая 2000                       | Москва, Россия                    | Словакия                          | 1:1                               | 1:1                               | Товарищеский матч                 |
| 17                                | 2 сентября 2000                   | Цюрих, Швейцария                  | Швейцария                         | 1:0                               | 1:0                               | Отборочные матчи ЧМ-2002          |
| 18                                | 25 апреля 2001                    | Белград, Югославия                | Югославия                         | 1:0                               | 1:0                               | Отборочные матчи ЧМ-2002          |
| 19                                | 5 сентября 2001                   | Торсхавн, Фарерские острова       | Фарерские острова                 | 1:0                               | 3:0                               | Отборочные матчи ЧМ-2002          |
| 20                                | 5 сентября 2001                   | Торсхавн, Фарерские острова       | Фарерские острова                 | 2-0                               | 3-0                               | Отборочные матчи ЧМ-2002          |
| 21                                | 6 октября 2001                    | Москва, Россия                    | Швейцария                         | 1:0                               | 4:0                               | Отборочные матчи ЧМ-2002          |
| 22                                | 6 октября 2001                    | Москва, Россия                    | Швейцария                         | 2:0                               | 4:0                               | Отборочные матчи ЧМ-2002          |
| 23                                | 6 октября 2001                    | Москва, Россия                    | Швейцария                         | 3:0                               | 4:0                               | Отборочные матчи ЧМ-2002          |
| 24                                | 27 марта 2002                     | Таллин, Эстония                   | Эстония                           | 1:1                               | 1:2                               | Товарищеский матч                 |
| 25                                | 14 июня 2002                      | Сидзуока, Япония                  | Бельгия                           | 1:1                               | 2:3                               | ЧМ-2002                           |
| 26                                | 7 сентября 2002                   | Москва, Россия                    | Ирландия                          | 2:0                               | 4:2                               | Отборочные матчи ЧЕ-2004          |

### В качестве главного тренера
| Клуб  | Начало работы   | Окончание работы | Результаты | Результаты | Результаты | Результаты | Результаты | Результаты | Результаты | Результаты |
| Клуб  | Начало работы   | Окончание работы | И          | В          | Н          | П          | ГЗ         | ГП         | РМ         | % победы   |
| ----- | --------------- | ---------------- | ---------- | ---------- | ---------- | ---------- | ---------- | ---------- | ---------- | ---------- |
| Факел | 16 октября 2019 | 05 сентября 2020 | 17         | 3          | 2          | 12         | 9          | 34         | -25        | 16,67 %    |
| Всего | Всего           | Всего            | 17         | 3          | 2          | 12         | 9          | 34         | -25        | 16,67 %    |